# Ил Пођо (Гросето)
Ил Пођо је насеље у Италији у округу Гросето, региону Тоскана.
Према процени из 2011. у насељу је живело 54 становника. Насеље се налази на надморској висини од 752 м.